# Vokalgruppe
Vokalgruppe bruges som betegnelse for et mindre kor, der synger uden korleder. En vokalgruppe kan synge uden akkompagnement (a cappella), ledsaget af et eller flere musikinstrumenter eller af et orkester.
| Musik | Spire Denne musikartikel er en spire som bør udbygges. Du er velkommen til at hjælpe Wikipedia ved at udvide den. |